# Барон Молейнс
Барон Молейнс (англ. Baron Moleyns) — английский аристократический титул, созданный в 1445 году.

## История титула
Возникновение титула связано с рыцарским родом Молейнсов, представители которого в XIV—XV веках сосредоточили в своих руках значительные владения в Центральной и Восточной Англии: 10 маноров в Бакингемшире, шесть в Уилтшире и три в Оксфордшире, а также земли в Норфолке. Некоторые писатели XIX века называют их баронами, но это не так: в действительности никого из Молейнсов не вызывали в парламент как лорда. Последний представитель старшей ветви этого рода, сэр Уильям Молейнс, погиб в 1429 году под Орлеаном. Его единственная дочь Элеанора стала женой Роберта Хангерфорда. Последнего начиная с 1445 года вызывали в парламент как лорда Молейнса.
После смерти отца Роберт унаследовал титул барона Хангерфорда. Его наследницей стала дочь Мария, которая получила ещё и титул баронессы Ботро от прабабки. Она вышла за 2-го барона Гастингса из Эшби де Ла Зуш. Сын супругов Джордж Гастингс в 1529 году получил титул графа Хантингдона. С этого момента титул барона Молейнса использовался Гастингсами как второстепенный.